# Дель-Сіті (Оклахома)
Дель-Сіті (англ. Del City) — місто (англ. city) в США, в окрузі Оклахома штату Оклахома. Населення — 21 822 особи (2020).

## Географія
Дель-Сіті розташований за координатами 35°26′54″ пн. ш. 97°26′27″ зх. д. / 35.44833° пн. ш. 97.44083° зх. д. (35.448278, -97.440785).  За даними Бюро перепису населення США в 2010 році місто мало площу 19,47 км², уся площа — суходіл.

### Клімат
| Клімат : Дель-Сіті                           | Клімат : Дель-Сіті | Клімат : Дель-Сіті | Клімат : Дель-Сіті | Клімат : Дель-Сіті | Клімат : Дель-Сіті | Клімат : Дель-Сіті | Клімат : Дель-Сіті | Клімат : Дель-Сіті | Клімат : Дель-Сіті | Клімат : Дель-Сіті | Клімат : Дель-Сіті | Клімат : Дель-Сіті | Клімат : Дель-Сіті |
| Показник                                     | Січ.               | Лют.               | Бер.               | Квіт.              | Трав.              | Черв.              | Лип.               | Серп.              | Вер.               | Жовт.              | Лист.              | Груд.              | Рік                |
| Середній максимум, °C                        | 7,8                | 10,6               | 15,0               | 20,6               | 25,0               | 30,0               | 32,8               | 32,8               | 27,8               | 22,8               | 15,0               | 10,0               | 20,9               |
| Середній мінімум, °C                         | −2,2               | 0,0                | 2,8                | 10,0               | 15,0               | 20,0               | 21,7               | 20,6               | 16,7               | 10,6               | 3,9                | 0,0                | 10,0               |
| Норма опадів, мм                             | 23                 | 33                 | 48                 | 79                 | 145                | 94                 | 81                 | 61                 | 97                 | 64                 | 41                 | 36                 | 775                |
| -------------------------------------------- | ------------------ | ------------------ | ------------------ | ------------------ | ------------------ | ------------------ | ------------------ | ------------------ | ------------------ | ------------------ | ------------------ | ------------------ | ------------------ |
| Джерело: The Weather Channel Weatherbase.com |                    |                    |                    |                    |                    |                    |                    |                    |                    |                    |                    |                    |                    |

## Демографія
Згідно з переписом 2010 року, у місті мешкали 21 332 особи в 8669 домогосподарствах у складі 5538 родин. Густота населення становила 1096 осіб/км².  Було 9580 помешкань (492/км²).
Расовий склад населення:
| - 66,4 % — білих - 17,7 % — чорних або афроамериканців - 4,3 % — корінних американців - 1,6 % — азіатів - 0,2 % — вихідців з тихоокеанських островів - 2,3 % — осіб інших рас |

До двох чи більше рас належало 7,6 %. Частка іспаномовних становила 7,2 % від усіх жителів.
За віковим діапазоном населення розподілялося таким чином: 26,1 % — особи молодші 18 років, 59,2 % — особи у віці 18—64 років, 14,7 % — особи у віці 65 років та старші. Медіана віку мешканця становила 35,1 року. На 100 осіб жіночої статі у місті припадало 89,0 чоловіків;  на 100 жінок у віці від 18 років та старших — 84,6 чоловіків також старших 18 років.
Середній дохід на одне домашнє господарство  становив 46 196 доларів США (медіана — 41 134), а середній дохід на одну сім'ю — 53 343 долари (медіана — 47 029). Медіана доходів становила 38 939 доларів для чоловіків та 31 514 долари для жінок. За межею бідності перебувало 19,4 % осіб, у тому числі 31,0 % дітей у віці до 18 років та 11,3 % осіб у віці 65 років та старших.
Цивільне працевлаштоване населення становило 9273 особи. Основні галузі зайнятості: освіта, охорона здоров'я та соціальна допомога — 20,9 %, роздрібна торгівля — 13,5 %, публічна адміністрація — 9,9 %, науковці, спеціалісти, менеджери — 9,4 %.